# Mu Geminorum
Désignations
Mu Geminorum (μ Gem / μ Geminorum), également nommée Tejat, est une étoile variable de troisième magnitude de la constellation des Gémeaux. D'après la mesure de sa parallaxe annuelle par le satellite Hipparcos, elle est située à environ 230 années-lumière de la Terre. Elle s'éloigne du Système solaire à une vitesse radiale de +54 km/s.

## Nomenclature
Tejat est le nom de aujourd’hui approuvé par l'Union astronomique internationale (UAI) pour désigner Mu Geminorum. Il a été introduit sous la forme Tejat Posterior par Giuseppe Piazzi (1814) à partir de la transcription AlTah’ayi donnée par Thomas Hyde (1665), dans sa traduction  du سلطانی Zīğ-i Sulṭānī ou « Tables sultaniennes » d’Uluġ Bēg (1437) pour l’arabe التحاﺋﻲ al-Taḥā’ī, peut-être « les Pluvieuses », qui correspond chez certains auteurs, relève-t-il d’après le lexicographe al-Fīrūzabādī (ca. 1400), au couple η et μ Gem, lequel appartient aux étoiles de la VIe des ‘’manāzil al-qamar’’ ou « stations lunaires »,.
Autres noms: 1. Calx, « le Talon » en latin, que l’on lit chez Tycho Brahe (1598) ; et surtout 2. Pish Pai, qui vient de la transcription Pishpâi que fait Thomas Hyde du persan پیش‌پای, Pīshpāy, calque du grec Πρόπους chez Ptolémée, dans sa traduction du سلطانی Zīğ-i Sulṭānī ou « Tables sultaniennes » d’Uluġ Bēg (1437). Ces deux noms ont pu, grâce à leur signalement par Richard Allen (1899), se répandre dans les catalogues contemporains,.

## Propriétés

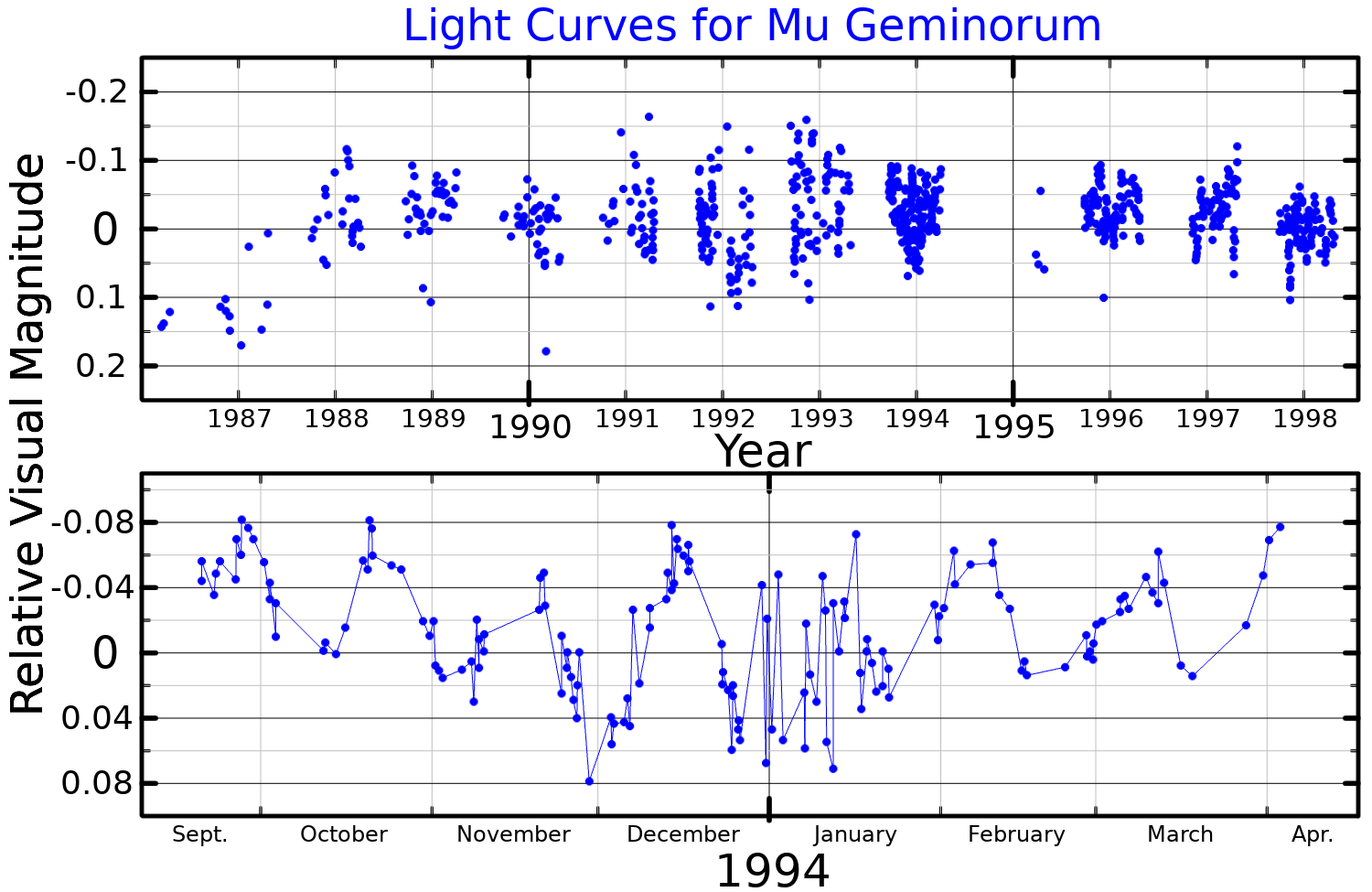
Deux courbes de lumière en bande visible de Mu Geminorum, adaptée de Percy (2001). Celle du haut montre la variabilité à long terme, celle du bas montre la variabilité à plus court terme.

Mu Geminorum est une géante rouge de type spectral M3IIIab. Sa température de surface est de 3 650 kelvins. Elle est actuellement située sur la branche asymptotique des géantes, générant son énergie par la fusion de l'hydrogène et de l'hélium dans des coquilles concentriques entourant un cœur inerte de carbone et d'oxygène. C'est une étoile variable semi-régulière dont la luminosité varie entre les magnitudes +2,75 et +3,02. On lui a détecté deux périodes de variation de 25,2 et 40,5 jours. L'existence d'une une variation longue sur une période de 2 000 jours a également été suggérée.
Mu Geminorum possède cinq compagnons recensés dans le catalogue d'étoiles doubles de Washington. Ces étoiles apparaissent être toutes des compagnons optiques, dont la proximité avec Mu Geminorum n'est qu'une coïncidence. Deux de ces étoiles, désignées Mu Geminorum B et C, forment une double serrée avec une séparation angulaire de seulement de 0,9 seconde d'arc en date de 2016.